# Guissény
 Guissény  (en bretón Gwiseni) es una población y comuna francesa, situada en la región de Bretaña, departamento de Finisterre, en el distrito de Brest y cantón de Lannilis.

## Demografía
| 2368 | 2104 | 1948 | 1887 | 1850 | 1783 |
| Para los censos de 1962 a 1999 la población legal corresponde a la población sin duplicidades (Fuente: INSEE [Consultar]) |      |      |      |      |      |